# Patrik 1,5
Patrik 1,5 è un film commedia drammatica di produzione svedese del 2008; racconta la storia di una coppia gay che cerca di adottare un figlio; per una svista dei servizi sociali, però, invece di un bambino di un anno e mezzo gli arriva in casa un quindicenne teppista e omofobo.

## Trama
Sven e Göran sono una coppia ben affiatata che vive in un quartiere rispettabile di periferia, dove si sono da poco trasferiti; durante la festa di benvenuto in cui fanno la conoscenza dei loro nuovi vicini e colleghi di lavoro, esprimono l'intenzione di fare domanda ufficiale di adozione. È soprattutto Göran, più "materno", a sembrare preso dalla cosa; mentre il compagno, che dal precedente matrimonio con una donna ha già una figlia adolescente con cui non ha un buon rapporto, pare un po' più titubante.
Dopo aver completato tutte le pratiche ufficiali rimangono in attesa che un orfano si renda disponibile. Ciò accade presto, ma non come i due si aspettano: l'assistente sociale, infatti, aveva assegnato loro un ragazzo quindicenne, ma per un errore tipografico sulle carte che arrivano alla coppia il "1.5" è diventato un "15"; così Göran, che ha già preparato la cameretta col lettino e tutti i giocattoli per il bimbo, rimane senza parole quando si vede alla porta d'ingresso un adolescente difficile con già vari precedenti penali alle spalle, tra cui rapina con arma da taglio.
Purtroppo l'errore non può essere rettificato fino alla settimana seguente, così i due uomini si trovano costretti a convivere col ragazzo; Sven si scontra subito caratterialmente con Patrik, tanto da nascondere i coltelli e tutte le altre possibili armi contundenti presenti in casa per evitare di essere assassinato nel sonno dal giovane delinquente, mentre il ragazzo si barrica nella camera che gli è stata assegnata per evitare di essere violentato dagli "schifosi pedofili". Purtroppo per Patrik, però, se rifiutasse di voler vivere con la coppia gay, si troverebbe costretto a tornare immediatamente nella comunità per orfani in cui era stato costretto fino ad allora.
Intanto, mentre Göran comincia a notare le molte e buone qualità del ragazzo (ha infatti una spiccata predilezione per il giardinaggio ed è capace di lavorare di buona lena se la cosa lo appassiona), con Sven le cose si trovano ad andare invece di male in peggio, e l'uomo se ne va di casa dopo aver litigato duramente sia con Patrik che col partner. Il giovane riesce anche ad ingraziarsi, dopo averli spaventati per bene e un po' malmenati, anche i bambinetti del quartiere che avevano preso l'abitudine di suonare il campanello di casa della coppia, gridare "Frocio!" e poi fuggire a gambe levate: insegnerà loro le migliori capriole da fare con lo skateboard. Anche i vicini di casa chiedono al ragazzo di aiutarli a dare una sistemata al giardino e prendersi cura dei fiori, in cambio di un piccolo compenso.
Sven, che lavora come manager in un'importante azienda, dopo essersene andato di casa si è messo assieme ad un collega; Göran ne soffre terribilmente ma decide di seguitare ad occuparsi di Patrik, e comincia a pensare di adottarlo definitivamente. Nel frattempo il ragazzo, che è intelligente e di buon cuore, ha abbandonato tutti i suoi atteggiamenti aggressivi di autodifesa e pare sinceramente essersi affezionato a Göran; lavorano assieme in giardino, fanno footing ogni mattina per le strade del quartiere e cerca persino di far ritornare assieme i due uomini. Prepara una serata con luci soffuse, buona musica country allo stereo e una pizza gigante in tavola da dividere in due: dopo che per colpa sua si erano lasciati, per merito suo Sven e Göran quindi si riconciliano.
Göran lavora come medico di base e deve affrontare i quotidiani pregiudizi contro il "dottore gay", come un padre che impedisce al figlio di farsi visitare da lui e un altro che ha paura di confidargli i propri problemi di impotenza e prostatite, ma allo stesso tempo viene anche a conoscere i tradimenti di mogli e mariti nei confronti dei rispettivi vicini. Dopo diverse settimane gli viene notificata la notizia che è stata trovata una famiglia per Patrik: una vera famiglia, composta di padre, madre, fratello e sorella e un cane, quello che ha sempre fortemente desiderato il ragazzo per sé. La famiglia che non ha mai avuto, essendo stata la madre una prostituta morta quando lui aveva solo pochi anni e il padre un buono a nulla alcolizzato che non ha mai conosciuto.
Il nuovo padre assegnato per Patrik giunge a prenderlo in macchina e il ragazzo se ne va con lui, dopo aver salutato quelli che sono diventati oramai due suoi cari amici: Göran, pur con il groppo alla gola, lascia che Patrik se ne vada convinto com'è che sia questa in ogni caso la cosa migliore di cui ha bisogno il ragazzo. Ma qualche giorno dopo, di prima mattina, Patrik torna da loro in taxi: afferma che, pur piacendogli la casa, la sua nuova famiglia in realtà non ha un cane e lui aveva sempre voluto avere un cane.
A questo punto Göran propone a Sven di prendere un cane, l'uomo li guarda entrambi e poi accetta. Patrik ora è davvero felice e soddisfatto: ha deciso che, invece di una famiglia tradizionale, vuole avere due padri, a lui ora sta bene così. Finiscono tutti e quattro, Göran, Sven e Patrik in tuta da ginnastica, più il cane, a fare footing per le stradine del quartiere.

## Riconoscimenti
- 2009 - Verzaubert - International Gay & Lesbian Film Festival
  - Miglior film
- 2009 - San Francisco International LGBT Film Festival
  - Premio del pubblico al miglior film
- 2009 - Guldbagge Award
  - Candidatura a Miglior attore (Gustaf Skarsgård)
  - Candidatura a Miglior attore non protagonista (Torkel Petersson)
- 2011 - GLAAD Media Award
  - Candidatura a Miglior film della piccola distribuzione